# Lijst van voetbalinterlands Cyprus - Slowakije
Deze lijst van voetbalinterlands is een overzicht van alle officiële voetbalwedstrijden tussen de nationale teams van Cyprus en Slowakije. De landen speelden tot op heden zes keer tegen elkaar. Het eerste duel, een vriendschappelijke wedstrijd, werd gespeeld in Larnaca op 13 februari 2003. De laatste ontmoeting, een kwalificatiewedstrijd voor het Wereldkampioenschap voetbal 2022, vond plaats op 7 september 2021 in Bratislava.

## Wedstrijden
| № | Plaats     | Datum            | Competitie           | Wedstrijd          | Uitslag |
| - | ---------- | ---------------- | -------------------- | ------------------ | ------- |
| 1 | Larnaca    | 13 februari 2003 | Vriendschappelijk    | Cyprus – Slowakije | 1 – 3   |
| 2 | Bratislava | 2 september 2006 | EK 2008 kwalificatie | Slowakije – Cyprus | 6 – 1   |
| 3 | Nicosia    | 24 maart 2007    | EK 2008 kwalificatie | Cyprus – Slowakije | 1 – 3   |
| 4 | Nicosia    | 11 februari 2009 | Vriendschappelijk    | Cyprus – Slowakije | 3 – 2   |
| 5 | Nicosia    | 24 maart 2021    | WK 2022 kwalificatie | Cyprus − Slowakije | 0 – 0   |
| 6 | Bratislava | 7 september 2021 | WK 2022 kwalificatie | Slowakije − Cyprus | 2 − 0   |

## Samenvatting
| Competitie        | Totaal gespeeld | Winst Cyprus | Gelijk | Winst Slowakije | Doelsaldo Cyprus – Slowakije |
| ----------------- | --------------- | ------------ | ------ | --------------- | ---------------------------- |
| WK-kwalificatie   | 2               | 0            | 1      | 1               | 0 − 2                        |
| EK-kwalificatie   | 2               | 0            | 0      | 2               | 2 − 9                        |
| Vriendschappelijk | 2               | 1            | 0      | 1               | 4 − 5                        |
| Totaal            | 6               | 1            | 1      | 4               | 6 − 16                       |

Wedstrijden bepaald door strafschoppen worden, in lijn met de FIFA, als een gelijkspel gerekend.

## Details

### Eerste ontmoeting
| Vriendschappelijk (Larnaca, Cyprus, 13 februari 2003): |       |                                                     |
| Cyprus                                                 | 1 – 3 | Slowakije                                           |
| Rainer Rauffmann 39'                                   | goals | 1' Ľuboš Reiter 62' Róbert Vittek 84' Róbert Vittek |

### Tweede ontmoeting
| EK 2008 kwalificatie (Bratislava, Slowakije, 2 september 2006):                                      |       |                         |
| Slowakije                                                                                            | 6 – 1 | Cyprus                  |
| Martin Škrtel 9' Marek Mintál 33' Filip Šebo 43' Filip Šebo 52' Miroslav Karhan 55' Marek Mintál 55' | goals | 90' Yiasemakis Yiasoumi |

### Derde ontmoeting
| EK 2008 kwalificatie (Nicosia, Cyprus, 24 maart 2007): |       |                                                        |
| Cyprus                                                 | 1 – 3 | Slowakije                                              |
| Eustathios Aloneftis 45'                               | goals | 54' Róbert Vittek 67' Martin Škrtel 77' Martin Jakubko |

### Vierde ontmoeting
| Vriendschappelijk (Nicosia, Cyprus, 11 februari 2009):     |       |                                     |
| Cyprus                                                     | 3 – 2 | Slowakije                           |
| Hristos Marangos 32' Marios Nikolaou 74' Giannis Okkas 82' | goals | 88' Róbert Jež 90+3' Erik Jendrišek |

### Vijfde ontmoeting
| WK 2022 kwalificatie (Nicosia, Cyprus, 24 maart 2021): |       |           |
| Cyprus                                                 | 0 – 0 | Slowakije |
|                                                        | goals |           |

KOP · A-internationals · Bondscoaches · Statistieken · Cypriotisch vrouwenelftal · Cyprus U21 · Cyprus U20 · Cyprus U19 · Cyprus U18 · Cyprus U17 · Cyprus U16
1960 – 1969 · 
1970 – 1979 · 
1980 – 1989 · 
1990 – 1999 · 
2000 – 2009 · 
2010 – 2019 ·
2020 − 2029
1960 · 
1961 · 
1962 · 
1963 · 
1964 · 
1965 · 
1966 · 
1967 · 
1968 · 
1969 · 
1970 · 
1971 · 
1972 · 
1973 · 
1974 · 
1975 · 
1976 · 
1977 · 
1978 · 
1979 · 
1980 · 
1981 · 
1982 · 
1983 · 
1984 · 
1985 · 
1986 · 
1987 · 
1988 · 
1989 · 
1990 · 
1991 · 
1992 · 
1993 · 
1994 · 
1995 · 
1996 · 
1997 · 
1998 · 
1999 · 
2000 · 
2001 · 
2002 · 
2003 · 
2004 · 
2005 · 
2006 · 
2007 · 
2008 · 
2009 · 
2010 · 
2011 · 
2012 · 
2013 ·
2014 ·
2015 ·
2016 ·
2017 ·
2018 ·
2019 ·
2020 ·
2021 ·
2022
Albanië ·
Andorra ·
Armenië ·
Azerbeidzjan ·
België ·
Bosnië en Herzegovina ·
Bulgarije ·
Canada ·
Denemarken ·
Duitsland ·
Engeland ·
Estland ·
Faeröer ·
Finland ·
Frankrijk ·
Georgië ·
Gibraltar · 
Griekenland ·
Hongarije ·
Ierland ·
IJsland ·
Irak ·
Iran ·
Israël ·
Italië ·
Japan ·
Joegoslavië ·
Jordanië ·
Kazachstan ·
Koeweit ·
Kosovo ·
Kroatië ·
Letland ·
Libanon ·
Litouwen ·
Luxemburg ·
Malta ·
Moldavië ·
Montenegro ·
Nederland ·
Noord-Ierland ·
Noord-Macedonië ·
Noorwegen ·
Oekraïne ·
Oostenrijk ·
Polen ·
Portugal ·
Roemenië ·
Rusland ·
San Marino ·
Saoedi-Arabië ·
Schotland ·
Servië ·
Slovenië ·
Slowakije ·
Sovjet-Unie ·
Spanje ·
Syrië ·
Tsjechië ·
Tsjecho-Slowakije ·
Wales ·
Wit-Rusland ·
Zweden ·
Zwitserland
SFZ · A-internationals · Bondscoaches · Statistieken · Slowaaks vrouwenelftal · Olympisch elftal · Slowakije U21 · Slowakije U20 · Slowakije U19 · Slowakije U18 · Slowakije U17 · Slowakije U16
1939 – 1944 · 1992 – 1999 · 2000 – 2009 · 2010 – 2019 · 2020 − 2029
EK's: 2016 · 2020 · 2024
WK's: 2010
OS: 2000
1939 · 1940 · 1941 · 1942 · 1943 · 1944 · 1945–1991 · 1992 · 1993 · 1994 · 1995 · 1996 · 1997 · 1998 · 1999 · 2000 · 2001 · 2002 · 2003 · 2004 · 2005 · 2006 · 2007 · 2008 · 2009 · 2010 · 2011 · 2012 · 2013 · 2014 · 2015 · 2016 · 2017 · 2018 · 2019 · 2020 · 2021
Algerije · 
Andorra · 
Argentinië ·
Armenië · 
Australië · 
Azerbeidzjan · 
België · 
Bolivia · 
Bosnië en Herzegovina · 
Brazilië · 
Bulgarije · 
Chili · 
Colombia · 
Costa Rica · 
Cyprus · 
Denemarken · 
Duitsland · 
Egypte · 
Engeland · 
Estland · 
Faeröer · 
 Finland · 
Frankrijk · 
Georgië · 
Gibraltar · 
Griekenland · 
Guatemala · 
Hongarije · 
Ierland · 
IJsland · 
Iran · 
Israël · 
Italië · 
Japan · 
Joegoslavië · 
Jordanië · 
Kameroen · 
Kazachstan ·
Koeweit ·
Kroatië · 
Letland · 
Libanon ·
Liechtenstein · 
Litouwen ·
Luxemburg · 
Malta · 
Marokko · 
Mexico ·
Moldavië · 
Montenegro ·
Nederland · 
Nieuw-Zeeland · 
Noord-Ierland ·
Noord-Macedonië ·
Noorwegen ·
Oeganda · 
Oekraïne · 
Oezbekistan · 
Oostenrijk · 
Paraguay · 
Peru · 
Polen · 
Portugal · 
Roemenië · 
Rusland · 
San Marino · 
Saoedi-Arabië · 
Schotland · 
Servië en Montenegro ·
Slovenië · 
Spanje · 
Thailand · 
Tsjechië · 
Turkije · 
Verenigde Arabische Emiraten · 
Verenigde Staten · 
Wales · 
Wit-Rusland · 
Zuid-Korea · 
Zweden · 
Zwitserland
Engeland (2016) ·
Nieuw-Zeeland (2010) · 
Polen (2021) · 
Rusland (2016) · 
Spanje (2021) · 
Wales (2016) · 
Zweden (2021)